# Larakaraka

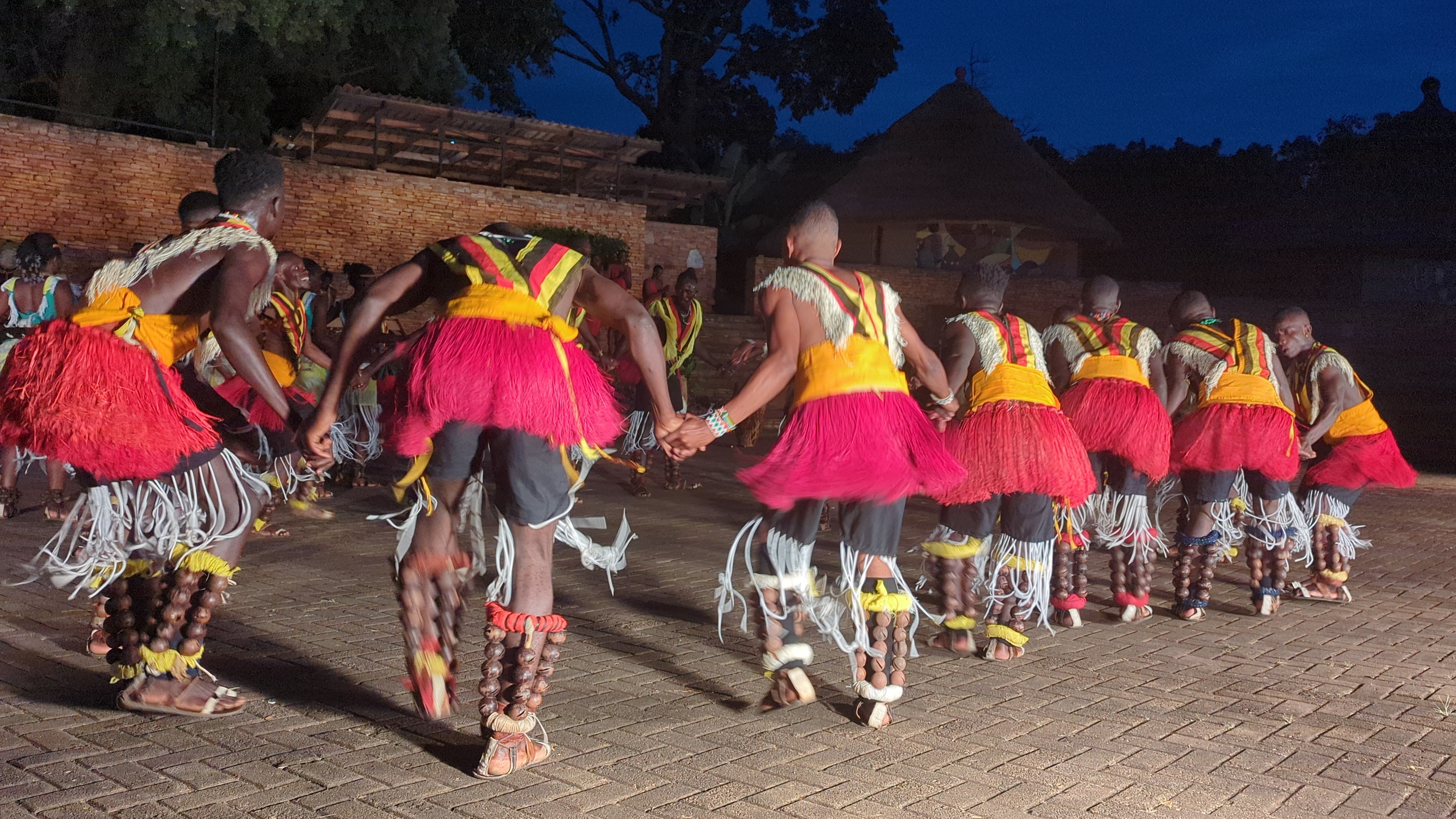
Spectacle de danse Larakaraka (Centre Ndere).

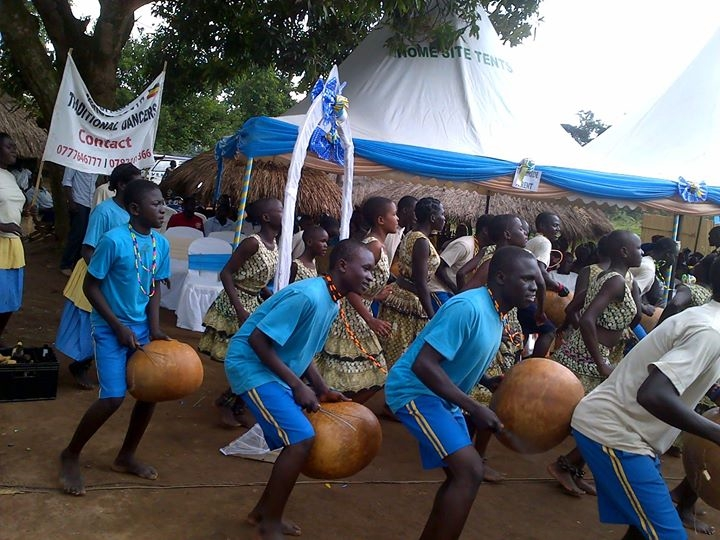
Spectacle de danse Larakaraka

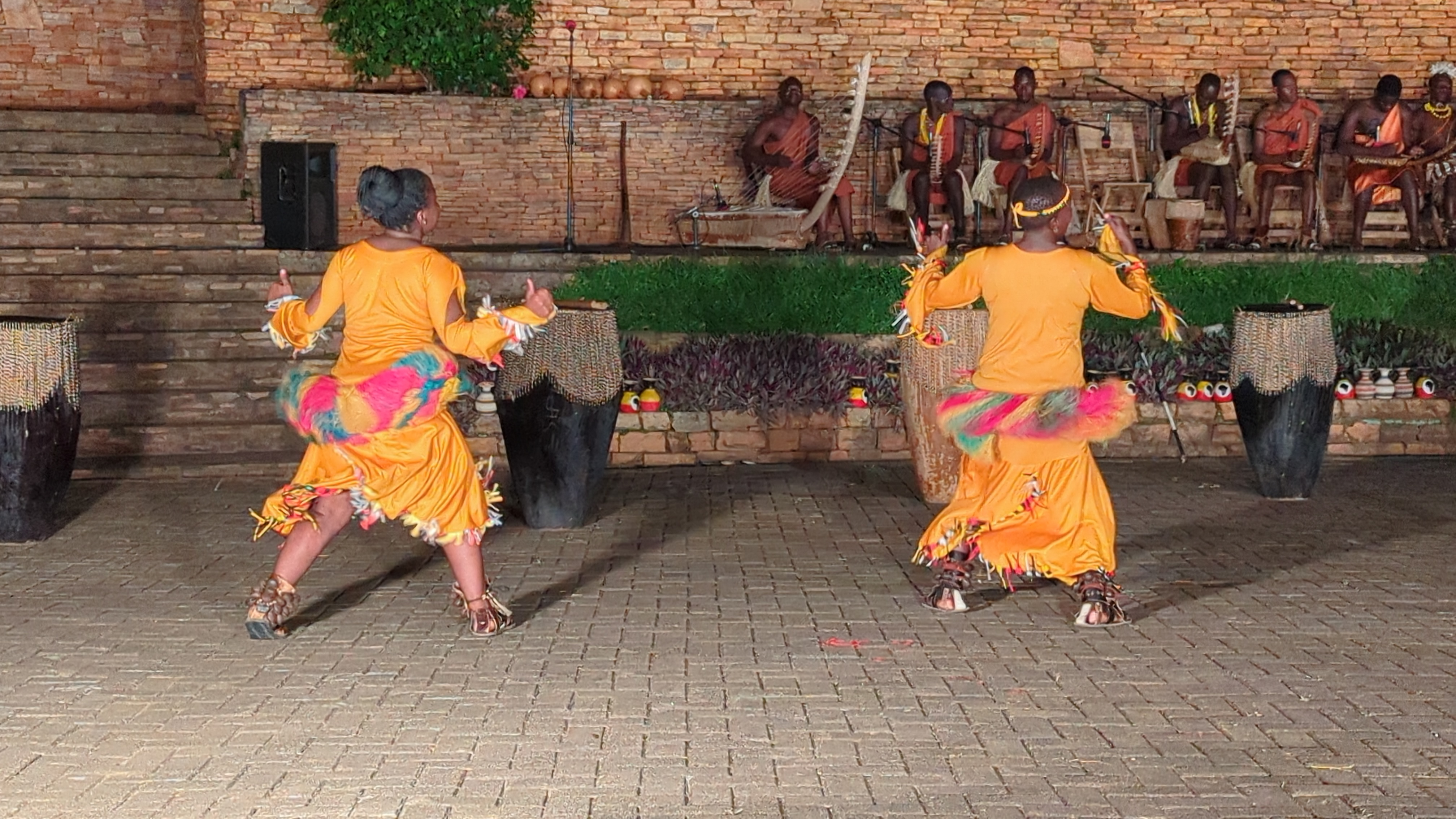
Femmes dansant le Lakaraka

Le Larakaraka est une danse de parade nuptiale traditionnelle originaire du peuple Acholi d'Ouganda. Cette danse, parmi plus de 50 danses Acholi, est d'une importance considérable et est généralement exécutée lors d'occasions spéciales, comme lors de mariages. Servant de démonstration romantique et de prouesses physiques, le Larakaraka permet aux jeunes hommes de montrer leurs talents de danseur, leur vitalité et leur agilité, le tout dans le but d'attirer un partenaire de vie potentiel.   

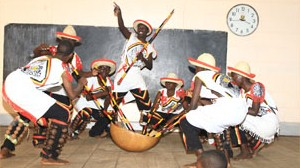
Danse traditionnelle pour Ankole

## Performance
Le Larakaraka est une performance traditionnelle Acholi mettant en valeur les capacités de danse des jeunes hommes et femmes dans l'espoir de trouver des partenaires romantiques ou des conjoints potentiels. La danse se caractérise par des mouvements dynamiques et des acrobaties, les danseurs exécutant souvent des sauts et des pirouettes dans les airs. Accompagnée de musique traditionnelle Acholi jouée sur des tambours, des harpes, des flûtes et d'autres instruments, cette démonstration de talent et de culture est une partie importante du patrimoine Acholi. 

## Importance
Larakaraka revêt une grande importance dans la culture Acholi. Il est largement considéré comme un rite de passage traditionnel pour les jeunes hommes et femmes. 